# بليز في الألعاب الأولمبية الصيفية 2012
بليز في الألعاب الأولمبية الصيفية 2012من المقرر ان تدخل بليز للمنافسة في دورة ألعاب أولمبية صيفية 2012، لندن المملكة المتحدة، في الفترة من 27 يوليو - 12 أغسطس 2012. وستشارك ب 2 رياضي في 2 رياضة